# 三山木站
三山木站（日语：／ Miyamaki eki */?）位於日本京都府京田邊市三山木中央，是近畿日本鐵道（近鐵）京都線的鐵路車站。車站編號為B18。

## 歷史
- 1928年（昭和3年）11月3日 - 奈良電氣鐵道（日语：奈良電気鉄道）桃山御陵前 - 西大寺（現在的大和西大寺）間開通，本站開業[2]。
- 1963年（昭和38年）10月1日 - 由於公司合併，成為近畿日本鐵道京都線的車站[2]。
- 1995年（平成7年）3月16日 - 月台有效長度延長，可容納6節車廂[3]。
- 2004年（平成16年）7月10日 - 往京都方向的月台高架化[4]。
- 2005年（平成17年）8月6日 - 往大和西大寺方向的月台高架化完成[5]。
- 2007年（平成19年）4月1日 - 可使用「PiTaPa」乘車[6]。

## 車站構造
側式月台2面2線的高架車站。月台長度可容納6節車廂。驗票口只有一處。本站曾經在還是地面車站時，在每個方向都有驗票口。
本站由新田邊站管理，有站務員駐點。

### 月台配置
| 月台 | 路線   | 方向 | 目的地                                                        |
| ---- | ------ | ---- | ------------------------------------------------------------- |
| 1    | 京都線 | 下行 | 往 新祝園、大和西大寺、奈良、天理、橿原神宮前、吉野、大阪難波 |
| 2    | 京都線 | 上行 | 往 新田邊、丹波橋、京都、京都國際會館                         |

## 使用狀況
近年本站1日的上下車人次如下表。
| 年度               | 特定日   | 特定日     | 1日平均 上下車人次 | 來源   |
| 年度               | 調査日   | 上下車人次 | 1日平均 上下車人次 | 來源   |
| ------------------ | -------- | ---------- | ------------------ | ------ |
| 2000年（平成12年） | -        | -          | 7,060              | [ 8 ]  |
| 2001年（平成13年） | -        | -          | 6,693              | [ 8 ]  |
| 2002年（平成14年） | -        | -          | 6,127              | [ 8 ]  |
| 2003年（平成15年） | -        | -          | 5,734              | [ 9 ]  |
| 2004年（平成16年） | -        | -          | 5,327              | [ 10 ] |
| 2005年（平成17年） | 11月08日 | 3,610      | 5,016              | [ 11 ] |
| 2006年（平成18年） | -        | -          | 4,782              | [ 12 ] |
| 2007年（平成19年） | -        | -          | 5,365              | [ 13 ] |
| 2008年（平成20年） | 11月18日 | 4,076      | 6,276              | [ 14 ] |
| 2009年（平成21年） | -        | -          | 6,334              | [ 15 ] |
| 2010年（平成22年） | 11月09日 | 4,073      | 6,537              | [ 16 ] |
| 2011年（平成23年） | -        | -          | 6,560              | [ 17 ] |
| 2012年（平成24年） | 11月13日 | 4,294      | 6,580              | [ 18 ] |
| 2013年（平成25年） | -        | -          | 5,480              | [ 19 ] |
| 2014年（平成26年） | -        | -          | 5,529              | [ 20 ] |
| 2015年（平成27年） | 11月10日 | 4,441      | 5,822              | [ 21 ] |
| 2016年（平成28年） | -        | -          | 6,035              | [ 22 ] |
| 2017年（平成29年） | -        | -          | 6,213              | [ 23 ] |
| 2018年（平成30年） | 11月13日 | 4,746      |                    |        |

## 車站周邊
站前的公車總站有許多往同志社京田邊校區（同志社大學、同志社女子大學、同志社國際中學校・高等學校）方向的公車。雖然同志社京田邊校區離同志社前站和近鐵興戶站很近，但在這兩站都沒有公車。因此，奈良交通將近鐵三山木站與片町線（學研都市線）JR三山木站這兩站當作前往同志社的公車玄關口，為了促進公車的使用，會販售乘車優惠券給同志社的學生與教職員。
- JR三山木站 - 西日本旅客鐵道片町線（學研都市線）。
- 玉水站 - 西日本旅客鐵道奈良線。往東約2公里，位於木津川的對岸。
- 木津川
- 京田邊市立三山木小学校
- 三山木郵局
- 京都府道22号八幡木津線
- 京都府道65号生駒井手線
- 國道24号

## 公車路線
全部由奈良交通運營。
| 月台 | 系統 | 主要行經地                   | 目的地                 | 備註                  |
| ---- | ---- | ---------------------------- | ---------------------- | --------------------- |
| 1・2 | 100  |                              | 同志社大學戴維斯紀念館 |                       |
| 1・2 | 99   |                              | 同志社循環             | 急行 只有開學日才運行 |
| 3    | 91   | 普賢寺、水取、打田           | 高船                   | 1日只有2班            |
| 3    | 90   | 普賢寺                       | 水取                   | 1日只有4班            |
| 3    | 50   |                              | 同志社山手循環         |                       |
| 4    | 1    | 興戶、京田邊市役所、京田邊站 | 新田邊站               | 1日只有3班            |
| 4    | 2    | 飯岡、草內郵局前、京田邊站   | 新田邊站               | 1日只有3班            |

## 相鄰車站
近畿日本鐵道
 京都線
■急行（下述以外列車）
通過
■急行（京都開往近鐵宮津）、■普通
興戶（B17）－三山木（B18）－近鐵宮津（B19）